# 1750-е годы
1750-е (ты́сяча семьсо́т пятидеся́тые) го́ды по григорианскому календарю — промежуток времени с 1 января 1750 года по 31 декабря 1759 года, включающий 1750 год 5-го десятилетия   и с 1751 по 1759 годы    6-го десятилетия XVIII века 2-го тысячелетия.  Они закончились 266 лет назад.

## Важнейшие события
- Изгнание иезуитов из Бразилии (1754) и Португалии (1759; Уничтожение ордена иезуитов[1][2]). Война гуарани (1754—1756).
- Семилетняя война (1756—1763). Дипломатическая революция (1756).
  - Европейский театр Семилетней войны. Сражение в бухте Киберон (1759). Чудо Бранденбургского дома (1759).
  - Центральноамериканский театр военных действий Семилетней войны. Франко-индейская война (1754—1763)
  - Индийская кампания Семилетней войны. Битва при Плесси (1757) — начало британского владычества в Индии.
- Третья ойратско-маньчжурская война (1755—1759). Джунгарское ханство распалось (1635—1755). «Закрытие» Китая (1757).

## Культура
- «Неофициальная история конфуцианцев» (1750; У Цзинцзы).
- Атмосферное электричество (опыты — 1752; Бенджамин Франклин).
- Британский музей открыт (1753).
- Тьеполо, Джованни Баттиста (1696—1770). Роспись Вюрцбургской резиденции (1753).
- Московский университет основан (1755).
- Морелли, Этьенн-Габриэль (ок.1717—?). «Кодекс природы, или Подлинный дух её законов» (1755).
- Вольтер (1694—1778), философ. «Кандид, или Оптимизм» (ок. 1758).
- Просвещённый деспотизм (1759—1788; Карл III).

## Природные явления
- Завершается пиковая фаза малого ледникового периода.
- Лиссабонское землетрясение (1755).